# Pseudojuloides erythrops
Pseudojuloides erythrops es una especie de peces de la familia Labridae en el orden de los Perciformes.

## Morfología
Los machos pueden llegar alcanzar los 10 cm de longitud total.

## Distribución geográfica
Se encuentra en Mauricio y en las Seychelles.